# Klima László
Klima László (Budapest, 1957. december 26. –) magyar régész, nyelvész, egyetemi oktató.

## Élete
1964–1976 között az ELTE Apáczai Csere János Gyakorlóiskolájába járt, majd 1977-től az Eötvös Loránd Tudományegyetem régészet–történelem szakán, 1978-tól régészet–történelem–finnugor szakán, majd 1979–1982 között régészet–finnugor szakon tanult tovább. 1982-ben diplomázott, és 1983-tól 2019-ig az ELTE Finnugor Tanszékének munkatársa (2015–2019 között vezetője). 1992-ig tudományos segédmunkatárs, 1992–2000 között adjunktus, 2000–2019 között docens. 2014-ben habilitált. 2019. december 1-től a PPKE BTK Régészettudomány Intézet Magyar Őstörténeti és Honfoglalás Kori Régészeti Tanszékének adjunktusa, majd tudományos főmunkatársa. 2022. december 31-től nyugdíjas.
1991-től egyetemi doktor, 1997-től PhD. 2014-ben habilitált. Kutatási területe a magyar őstörténet, finnugor őstörténet és a finnugorok középkori története.
1996-tól 2012-ig a Numi-Tórem Finnugor Alapítvány képviselője.
1. felesége Némethi Mária (1960–1988) régész volt.
2. felesége Nagy Emília (1955–2022) nyelvész, középiskolai magyartanár, civil aktivista volt.[1]

Gyermekei: Eszter (1981), Gábor (1984), Kata (1985)

## Művei
- Tudományos művei az MTMT-ben
- Ismeretterjesztő írásai a Nyelv és Tudomány honlap Rénhírek rovatában